# Lịch Maya

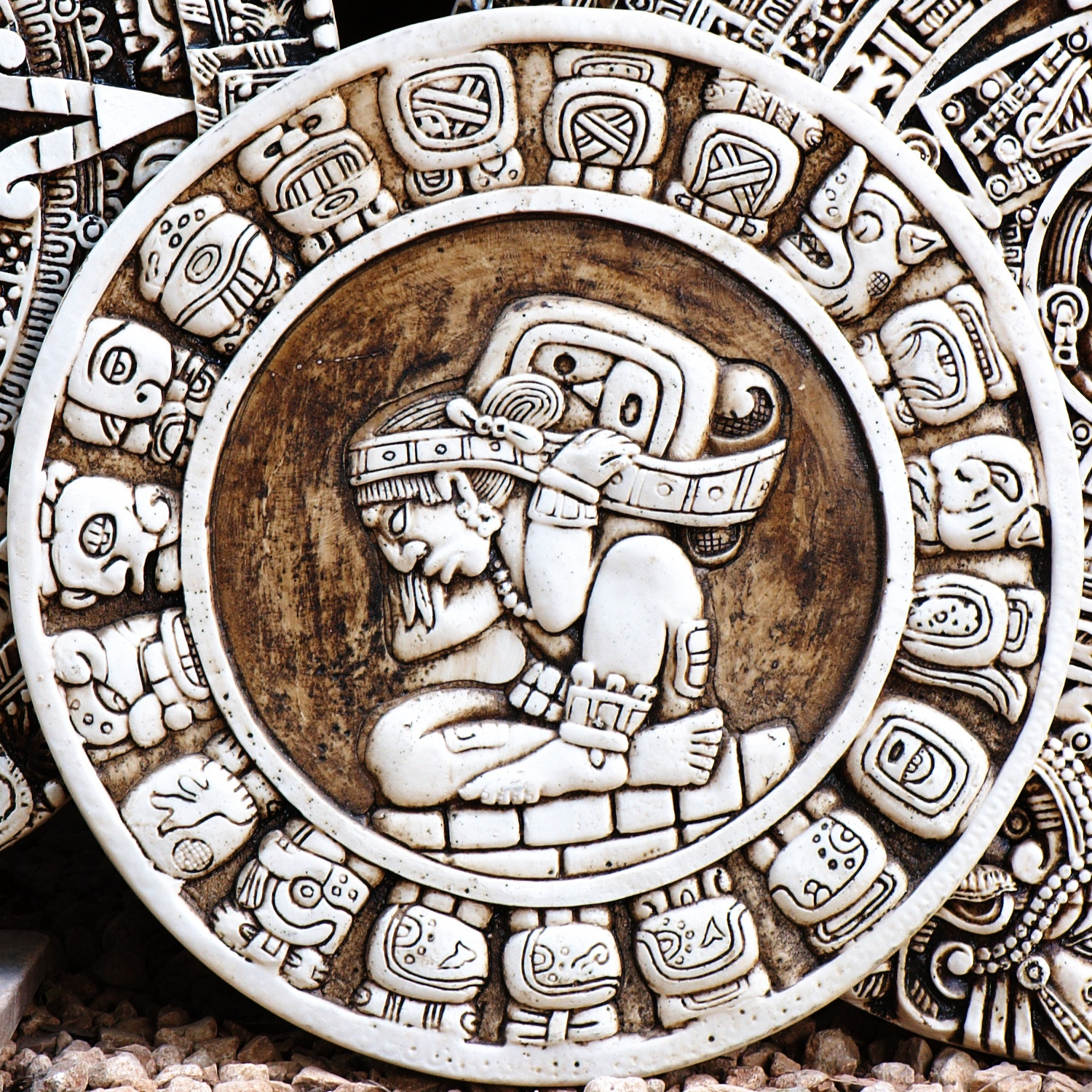
Lịch của người Maya

Lịch Maya là một hệ thống lịch và niên giám được sử dụng trong nền văn minh Maya tiền Columbus, và trong một số cộng đồng Maya hiện đại ở vùng cao Guatemala và Oaxaca, México.
Các yếu tố cần thiết của hệ thống lịch Maya được dựa trên một hệ thống mà đã được sử dụng phổ biến trên khắp khu vực, có niên đại ít nhất là thế kỷ thứ 5 TCN. Nó có nhiều mặt với lịch làm việc của các nền văn minh Trung Mỹ khác trước đó, chẳng hạn như các Zapotec và Olmec và đương đại hoặc sau đó những người, như Mixtec và lịch Aztec. Mặc dù lịch Trung Mỹ không có cùng nguồn gốc với Maya, phần mở rộng tiếp theo của nó và là cải tiến phức tạp nhất. Cùng với lịch Aztec, lịch Maya là một trong những lịch tốt nhất, tài liệu và nhất hoàn toàn hiểu rõ.
Đến với thần thoại truyền thống Maya, như tài liệu trong thuộc địa Yucatec và chữ khắc dựng lại từ cuối thời kỳ cổ đại và hậu cổ điển vị thần Itzamna là thường xuyên ghi là đã mang lại kiến thức của hệ thống lịch cho tổ tiên người Maya, cùng với văn bản nói chung và các khía cạnh nền tảng của văn hóa Maya.
Người Maya xác định chính xác độ dài của một năm, thời gian Trái Đất quay hết một vòng quanh Mặt Trời là 365,2420 ngày - xê dịch có 0,0002 ngày so với cách tính tân kỳ nhất, điều này có nghĩa là xác suất sai số chỉ có 1 ngày trong 5000 năm. Sự tính toán của người Maya đúng hơn 1.200 lần so với người Ai Cập, 40 lần so với lịch Julius (độ sai số cho một ngày là mỗi 128 năm) và thậm chí hơn cả 1,5 lần so với thứ lịch Gregory hiện đại mà chúng ta đang dùng (độ sai số cho một ngày là mỗi 3.257 năm).
Có giả thiết cho rằng người Maya đã kế thừa cách tính lịch từ các nền văn minh cổ Zapotecs (ở Mont Alban) và Olmecs (ở La venta và Tres Zapotes). Tuy thế, người Maya lại không sử dụng độ dài tính toán thời gian một năm vào lịch của họ. Một năm Mặt Trời được chia thành 18 tháng, mỗi tháng có 20 ngày (dùng hệ đếm cơ số 20), năm ngày còn lại được đưa vào cuối năm. Các ngày trong tháng được ghi bằng số thứ tự từ 0 đến 19 trước tên tháng (0 đến 4 cho tháng thiếu, cuối năm có 5 ngày). Theo lịch này, các năm nối tiếp nhau không ngừng, không có năm nhuận. Như vậy kết quả là lịch sẽ bị sai lệch lùi về một ngày trong vòng 4 năm.
Nhưng những hiểu biết chính xác ấy không phải để giới chiêm tinh Maya cổ sử dụng để tính lịch đúng, mà chỉ để quy định "mức độ không chính xác" trong sự tồn tại song song 3 thứ lịch căn bản mà người Maya cổ thường dùng: bình thường họ dùng lịch 365 ngày; lễ hội dùng lịch 360 ngày; còn trong những dịp tế lễ đặc biệt chỉ chuyên dùng thứ lịch 260 ngày. Đây là một trong những bí ẩn nữa về nền văn minh Maya huyền bí.

## Lịch của thầy bói
Ngày xưa, những người da đỏ Quiche, Ixil và Mam vẫn dùng lịch Maya truyền thống với một năm có 260 ngày để dự đoán tương lai. Để giải thích vì sao bộ lịch lại gồm 260 ngày, người ta đã phỏng vấn nhiều thầy bói ở Chichicastenango và Momstenango và phát hiện ra rằng: Việc chọn độ dài của năm nay không phải do ngẫu nhiên mà là do phù hợp với thời gian mang thai của con người. Hệ đếm 20 cho phép chia một năm 260 ngày thành 13 tháng, mỗi tháng 20 ngày, kết hợp với một trong 20 tên gọi các con vật, các lực lượng tự nhiên, các quan niệm hay khái niệm mà ý nghĩa không còn lưu truyền đến ngày nay.

## Tzolkʼin
| Dãy. Số 1 | Ngày. Tên 2 | Ví dụ ký tự3 | Tiếng Yucatec k. TK 164 | Tiếng Quiché | Phục dựng tiếng Maya Cổ điển 5 |    | Dãy. Số 1 | Ngày. Tên 2 | Ví dụ ký tự3 | Tiếng Yucatec k. TK 164 | Tiếng Quiché | Phục dựng tiếng Maya Cổ điển 5 |
| 01 | Imix        |              | Imix                    | Imox         | Imix (?) / Haʼ (?)             | 11 | Chuwen    |             | Chuen        | Bʼatzʼ                  | (không rõ)   |                                |
| 02 | Ikʼ         |              | Ik                      | Iqʼ          | Ikʼ                            | 12 | Ebʼ       |             | Eb           | Eʼ                      | (không rõ)   |                                |
| 03 | Akʼbʼal     |              | Akbal                   | Aqʼabʼal     | Akʼbʼal (?)                    | 13 | Bʼen      |             | Ben          | Aj                      | (không rõ)   |                                |
| 04 | Kʼan        |              | Kan                     | Kʼat         | Kʼan (?)                       | 14 | Ix        |             | Ix           | Iʼx, Balam              | Hix (?)      |                                |
| 05 | Chikchan    |              | Chicchan                | Kan          | (không rõ)                     | 15 | Men       |             | Men          | Tzikin                  | (không rõ)   |                                |
| 06 | Kimi        |              | Cimi                    | Kame         | Cham (?)                       | 16 | Kʼibʼ     |             | Cib          | Ajmaq                   | (không rõ)   |                                |
| 07 | Manikʼ      |              | Manik                   | Kej          | Manichʼ (?)                    | 17 | Kabʼan    |             | Caban        | Noʼj                    | Chabʼ (?)    |                                |
| 08 | Lamat       |              | Lamat                   | Qʼanil       | Ekʼ (?)                        | 18 | Etzʼnabʼ  |             | Etznab       | Tijax                   | (không rõ)   |                                |
| 09 | Muluk       |              | Muluc                   | Toj          | (không rõ)                     | 19 | Kawak     |             | Cauac        | Kawoq                   | (không rõ)   |                                |
| 10 | Ok          |              | Oc                      | Tzʼiʼ        | (không rõ)                     | 20 | Ajaw      |             | Ahau         | Ajpu                    | Ajaw         |                                |
| Chú thích: 1. Dãy số của một ngày được đặt tên trong lịch Tzolkʼin 2. Tên ngày ở dạng chuẩn hóa theo quy ước của Guatemalan Academia de Lenguas Mayas 3. Một ví dụ ký tự (văn tự ngữ tố) của một ngày được đặt tên. Chú ý rằng có nhiều biến thể ký tự khác nhau của cùng một ngày; ở đây chỉ là những ví dụ thông thường nhất (các phiên bản "cartouche") 4. Tên ngày ở dạng tiếng Yucatec Maya được ghi nhận vào thế kỷ 16, chủ yếu theo nguồn của Diego de Landa; kiểu chính tả này thường được sử dụng ngày nay 5. Trong nhiều trường hợp, cái tên chính xác của một ngày vào thời kỳ Cổ điển (k. 200–900) không thể được xác định. Những phiên bản ở đây (trong tiếng Maya Cổ điển, ngôn ngữ chung của nền văn minh Maya thời Cổ điển) được phục dựng dựa trên bằng chứng ngữ âm học, nếu có thể; dấu '?' tức là phiên bản phục dựng chưa chắc chắn. |             |              |                         |              |                                |    |           |             |              |                         |              |                                |

## Haabʼ
| Dãy. Số. | Tên tiếng Yucatec | Chữ tượng hình | Ký hiệu thời Cổ điển | Ý nghĩa        | Tiếng Maya Cổ điển phỏng dựng |
| -------- | ----------------- | -------------- | -------------------- | -------------- | ----------------------------- |
| 1        | Pop               | 𝋠              |                      |                | k'anjalaw                     |
| 2        | Woʼ               | 𝋠              |                      |                | ik'at                         |
| 3        | Sip               | 𝋠              |                      |                | chakat                        |
| 4        | Sotzʼ             | 𝋠              |                      | dơi            | sotz'                         |
| 5        | Sek               | 𝋠              |                      |                | kaseew                        |
| 6        | Xul               | 𝋠              |                      |                | chikin                        |
| 7        | Yaxkʼin           | 𝋠              |                      |                | yaxk'in                       |
| 8        | Mol               | 𝋠              |                      |                | mol                           |
| 9        | Chʼen             | 𝋠              |                      | đen            | ik'siho'm                     |
| 10       | Yax               | 𝋠              |                      | lục            | yaxsiho'm                     |
| 11       | Sak               | 𝋠              |                      | trắng          | saksiho'm                     |
| 12       | Keh               | 𝋠              |                      | đỏ             | chaksiho'm                    |
| 13       | Mak               | 𝋠              |                      |                | mak                           |
| 14       | Kʼankʼin          | 𝋠              |                      |                | uniiw                         |
| 15       | Muwan             | 𝋠              |                      |                | muwaan                        |
| 16       | Pax               | 𝋠              |                      |                | paxiil                        |
| 17       | Kʼayab            | 𝋠              |                      |                | k'anasiiy                     |
| 18       | Kumkʼu            | 𝋠              |                      |                | ohl                           |
| 19       | Wayebʼ            | 𝋠              |                      | 5 ngày xui xẻo | wayhaab                       |